# 시로야 미쓰토시
시로야 미츠토시(城谷光俊, 1960년 3월 23일 ~ )은 일본의 배우이다.

## 출연작

### 드라마
- 2006년《마법전사 유캔도》 쟈크 문 역